# 29日
29日（にじゅうくにち）は、暦上の各月における29日目である。
各月の29日については下記を参照。
- 1月29日 - 1月29日 (旧暦)
- 2月29日 - 2月29日 (旧暦)
- 3月29日 - 3月29日 (旧暦)
- 4月29日 - 4月29日 (旧暦)
- 5月29日 - 5月29日 (旧暦)
- 6月29日 - 6月29日 (旧暦)
- 7月29日 - 7月29日 (旧暦)
- 8月29日 - 8月29日 (旧暦)
- 9月29日 - 9月29日 (旧暦)
- 10月29日 - 10月29日 (旧暦)
- 11月29日 - 11月29日 (旧暦)
- 12月29日 - 12月29日 (旧暦)

## 記念日・年中行事
- 肉の日（ 日本）
都道府県食肉消費者対策協議会が制定。「に(2)く(9)」の語呂合せ。

- 五十日（ 日本、月最終日の場合） ※5か0のつく日および月末
- そばの日（ 日本、月最終日の場合）
日本麺業団体連合会が制定。昔、江戸の商人が毎月月末に縁起物として蕎麦を食べていたことから。